# Stort lingonoxbär
Stort lingonoxbär (Cotoneaster hjelmqvistii) är en rosväxtart som beskrevs av Karl Evert Flinck och Bertil Hylmö. Stort lingonoxbär ingår i släktet oxbär och familjen rosväxter. Arten förekommer tillfälligt i Sverige, men reproducerar sig inte. Inga underarter finns listade i Catalogue of Life.